# Museo d'arte contemporanea Villa Croce
Il Museo d'arte contemporanea Villa Croce è una delle strutture del polo museale di Genova. È situato all'interno della Villa Croce, un edificio settecentesco in stile neoclassico donato al Comune di Genova dalla famiglia Croce nel 1951 con il vincolo di farne un museo.
Inaugurato nel 1985, espone una collezione permanente di opere d'arte italiana e internazionale, frutto del lavoro di ricerca di Maria Cernuschi Ghiringhelli, moglie del pittore e gallerista milanese Gino Ghiringhelli. Dal 2012 ha una gestione pubblico-privato in collaborazione tra il Comune di Genova, Palazzo Ducale Fondazione per la Cultura e un gruppo di privati. Da giugno 2012 a dicembre 2017 curatrice del Museo è stata Ilaria Bonacossa. Da gennaio 2018 il curatore del Museo è Carlo Antonelli.

## Descrizione

### Le sale
- Piano terra: decorato a tempera nel tipico gusto eclettico di fine Ottocento, ospita la ricezione, la libreria, una sala conferenze e una ricca biblioteca aperta al pubblico, specializzata in arte contemporanea.
- Primo piano: dedicato alle esposizioni temporanee.
- Secondo piano: conserva le collezioni del museo, capolavori di artisti quali Licini, Reggiani, Radice e Fontana e lavori più contemporanei di Adrian Paci, Marta dell'Angelo, Ben Vautier, Miro Cusumano. All'occasione, ospita anche esibizioni temporanee[4]

### La programmazione annuale
La programmazione annuale è prevalentemente rivolta alla ricerca contemporanea, con incursioni nei territori della musica, cinema, teatro e letteratura. A queste iniziative si affiancano anche mostre storiche dedicate a personaggi, movimenti e situazioni che hanno segnato l'evoluzione della ricerca artistica. Il programma offre una rappresentazione della contemporaneità, spaziando dal design ai video, dalle installazioni alla fotografia, allo scopo di presentare la situazione internazionale della realtà artistica sostenendo le eccellenze italiane e giovani artisti emergenti, con partenariati e collaborazioni italiane ed internazionali.

## Galleria d'immagini

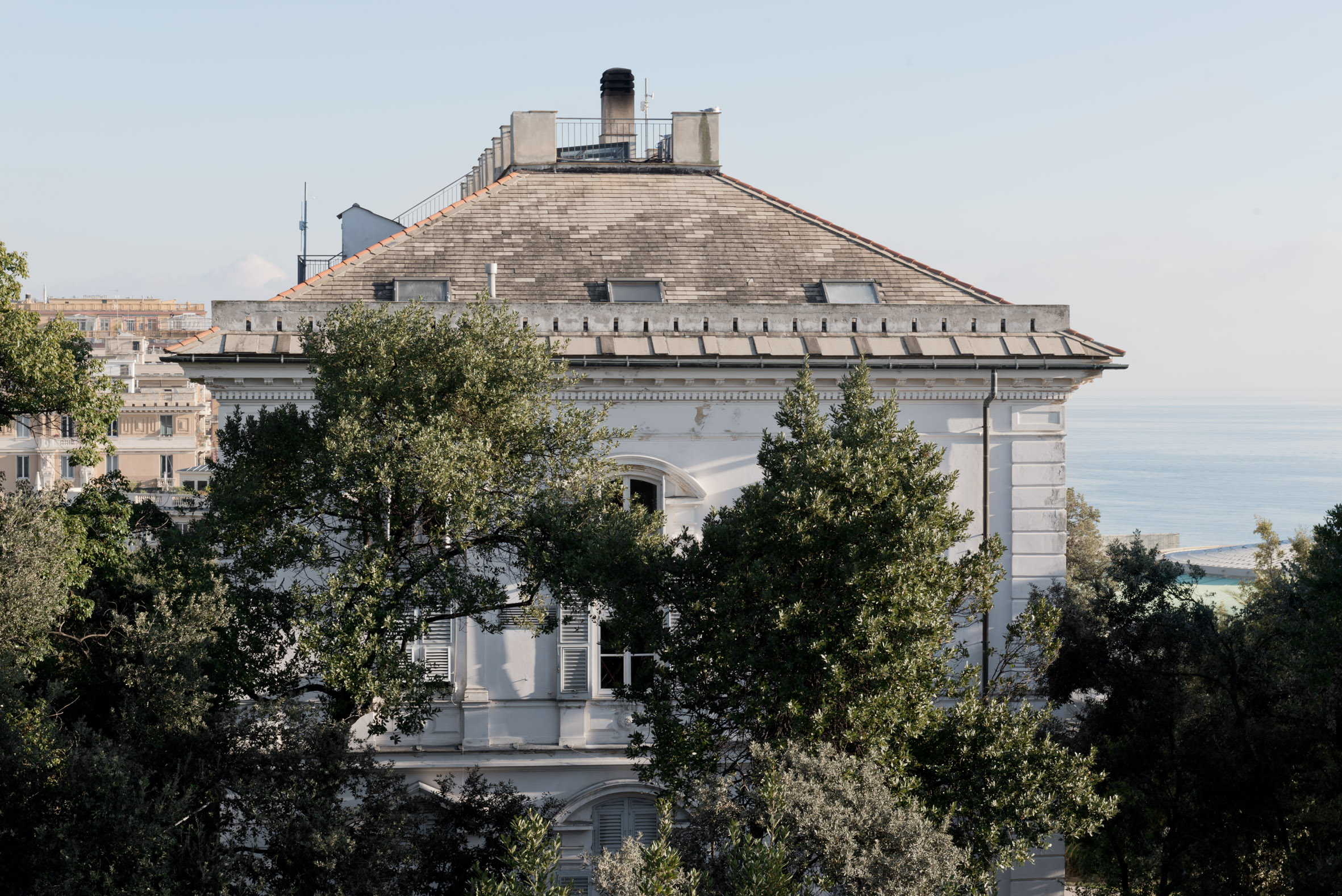
Museo d'arte contemporanea Villa Croce
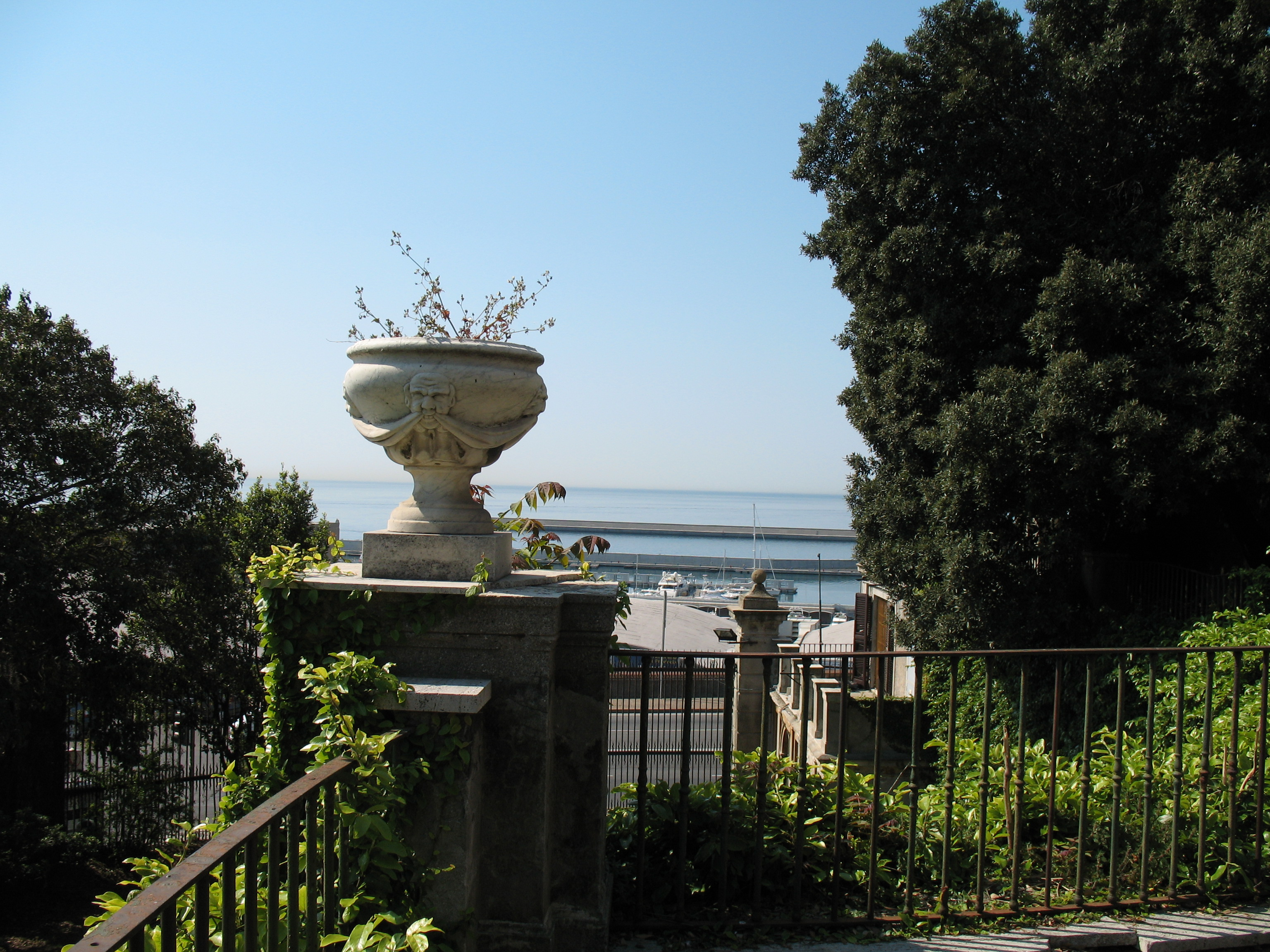
Museo d'arte contemporanea Villa Croce
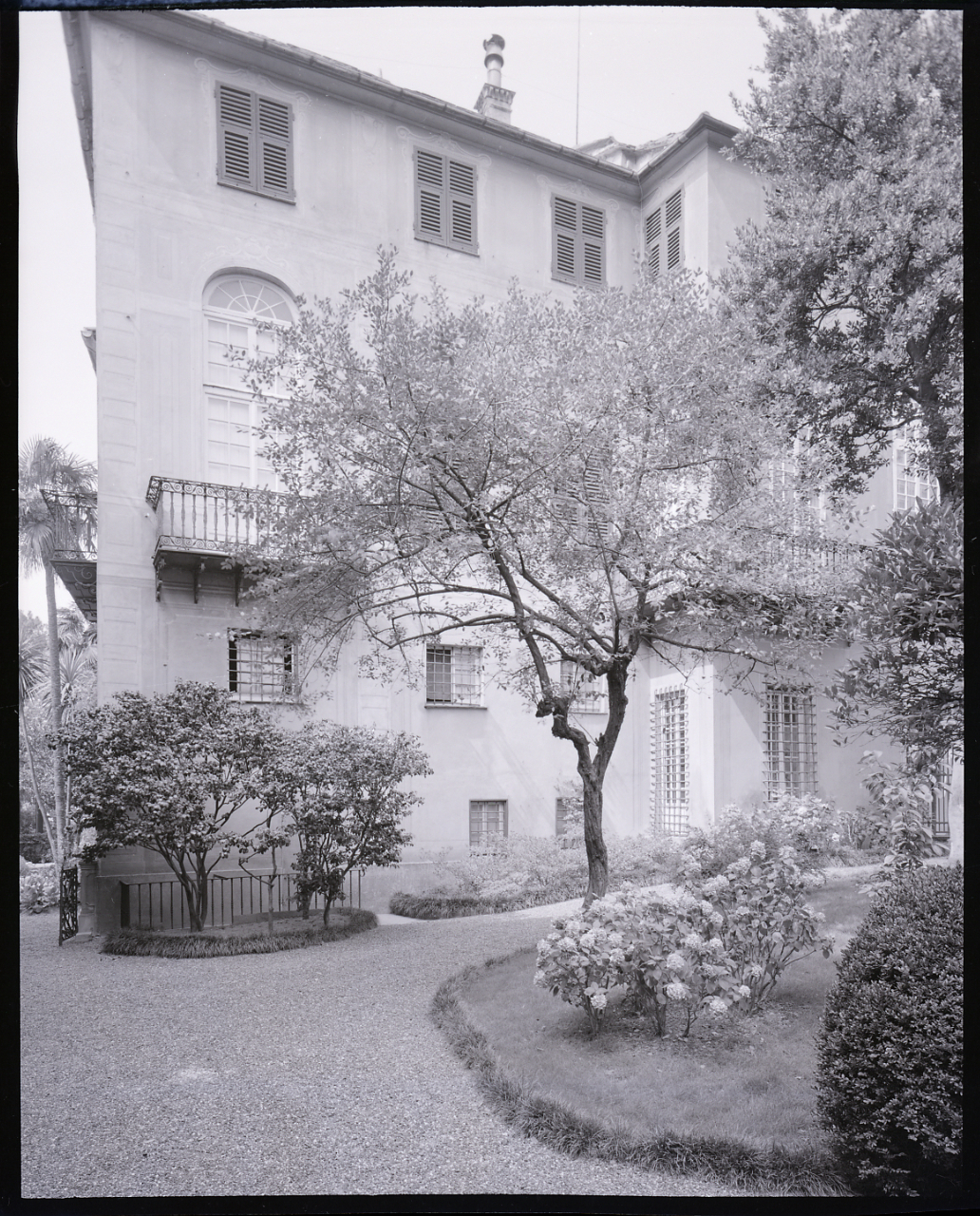
Prospetto della villa Paolo Monti - Servizio fotografico (Genova, 1963)
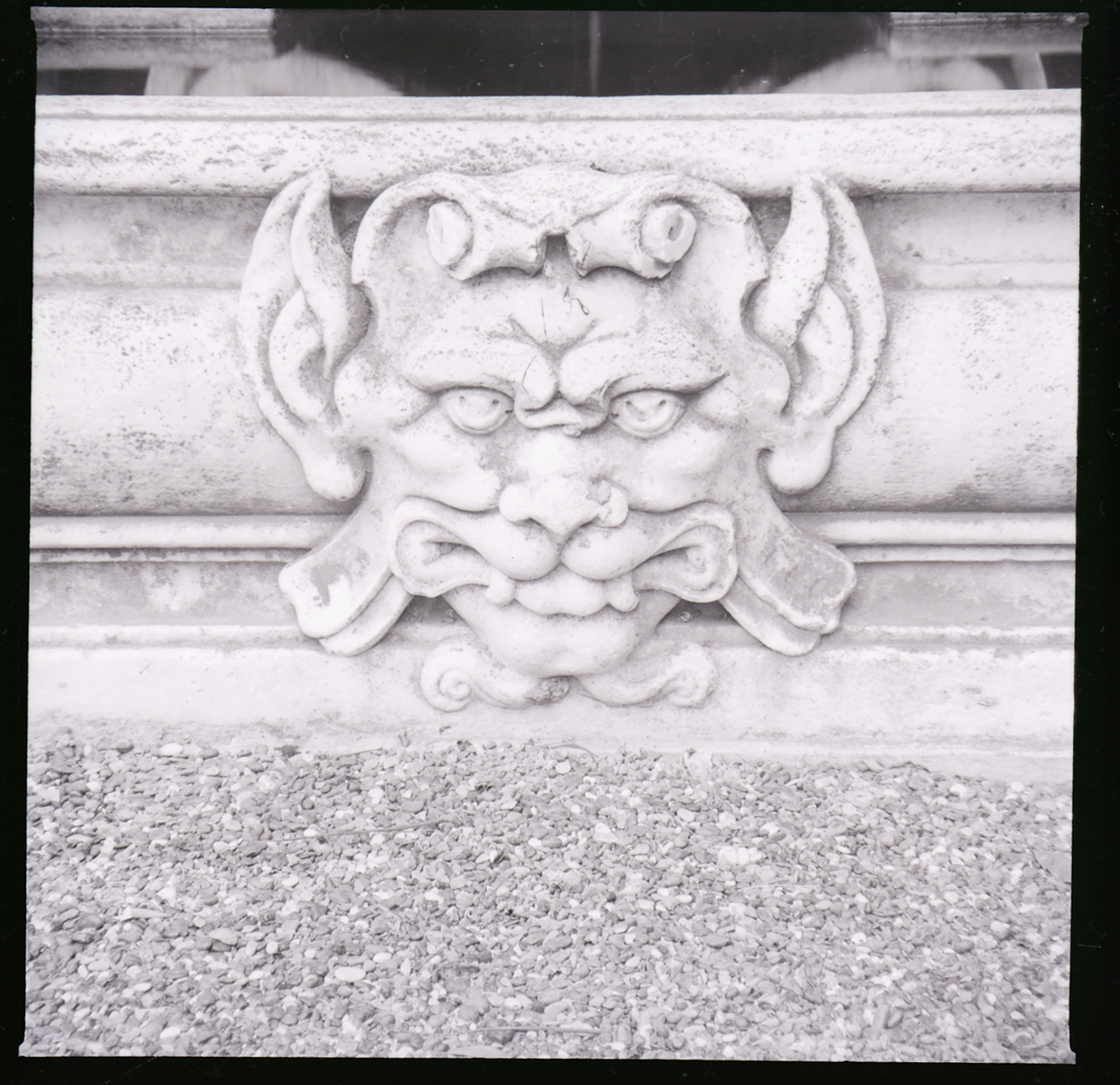
Mascherone della fontana Paolo Monti - Servizio fotografico (Genova, 1963)
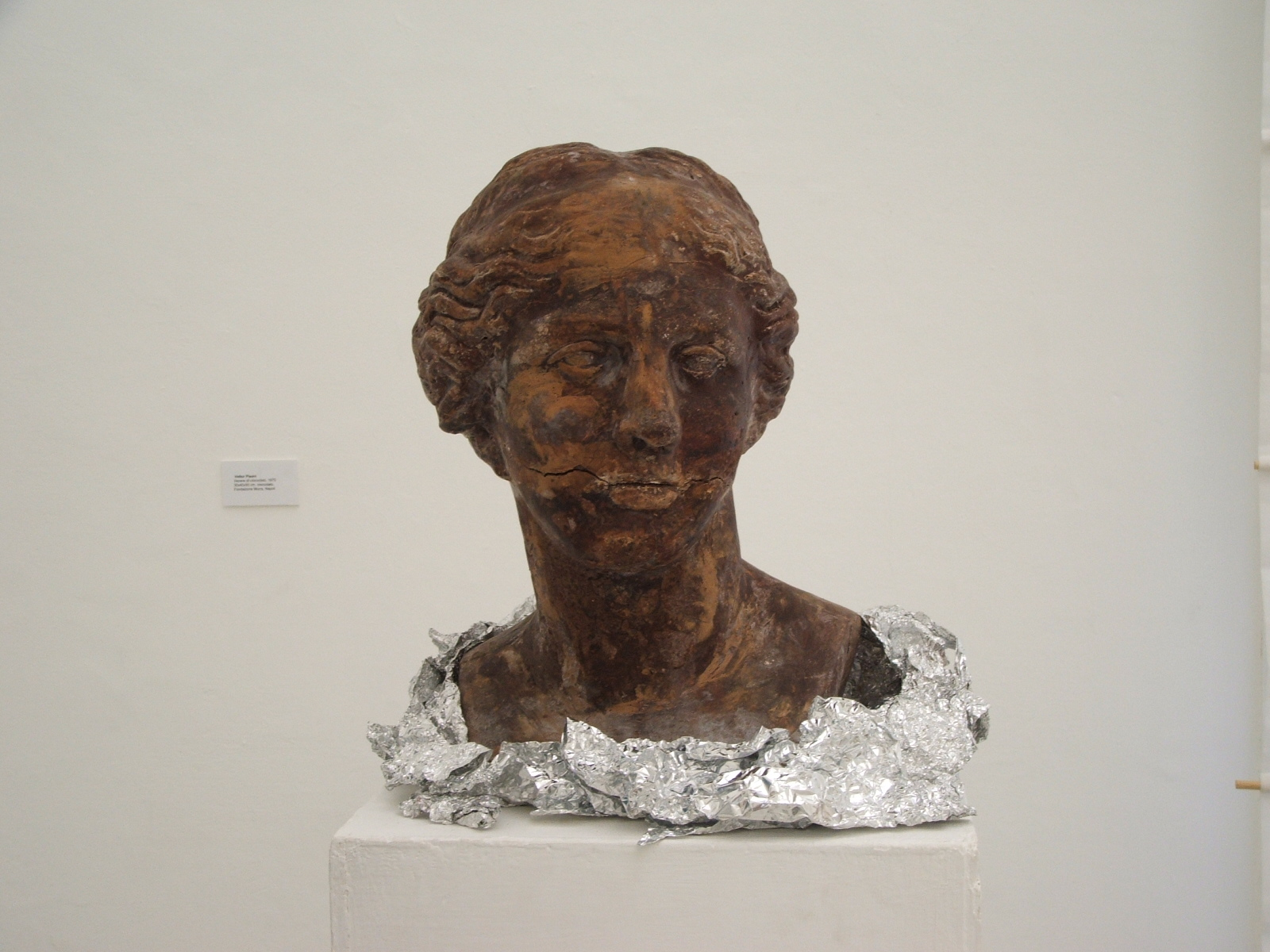
Venere incartata Museo d'arte contemporanea Villa Croce
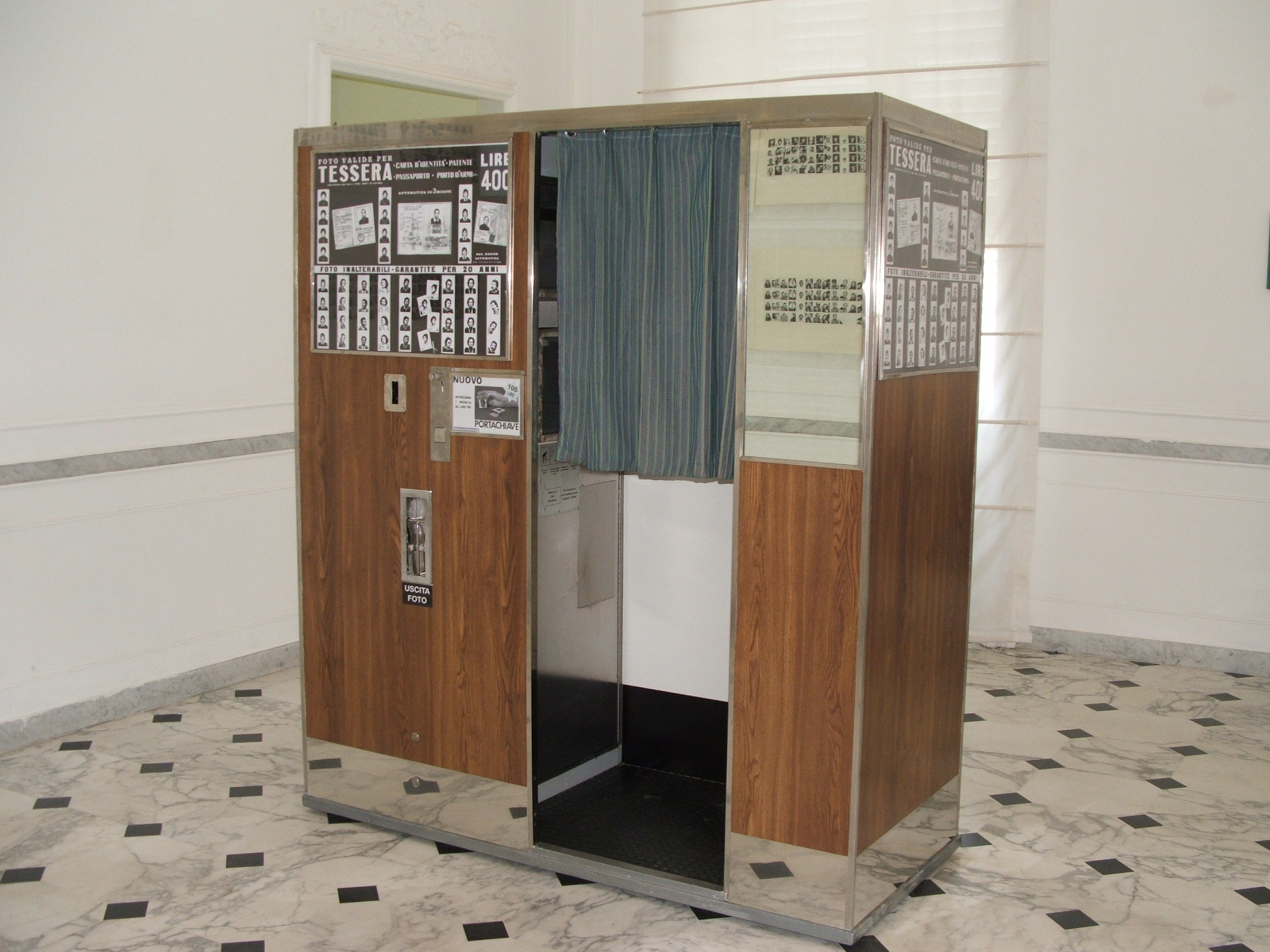
Cabina per fototessere Museo d'arte contemporanea Villa Croce
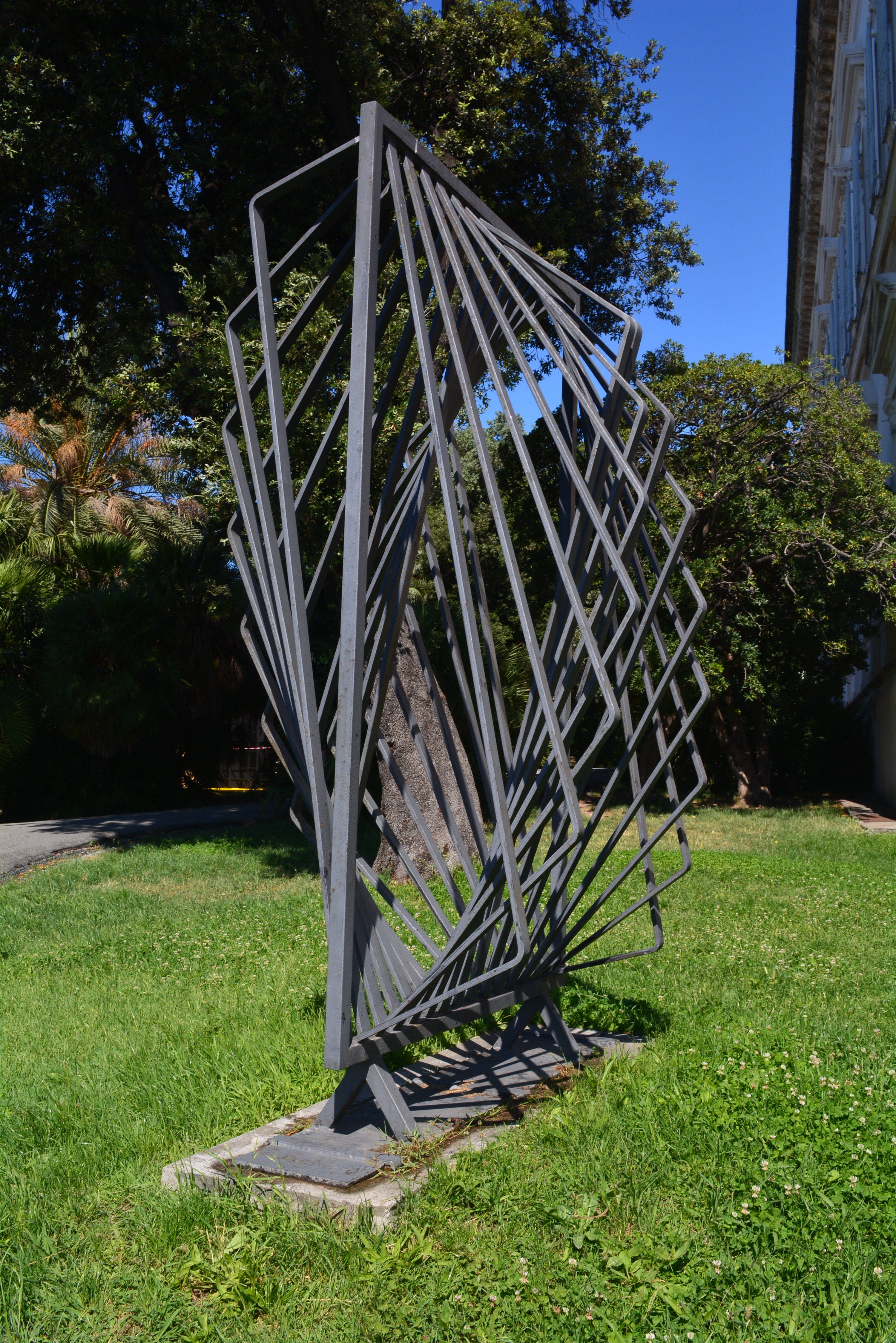
Scultura di Michelangelo Barbieri Viale Museo d'arte contemporanea Villa Croce